# Avenir Aleksandrovič Jakovkin
Avenir Aleksandrovič Jakovkin in russo Авенир Александрович Яковкин? (Blagoveščensk, 21 maggio 1887 – Kiev, 18 novembre 1974) è stato un astronomo russo.
Jakovkin nacque nel paese di Blagoveščensk (allora Blagoveščenskij zavod), governatorato di Ufa, nella famiglia di un maestro di scuola. Terminò l'Università di Kazan' nel 1910, dove lavorò fino al 1937: ne divenne professore nel 1926, e fu direttore dell'Osservatorio astronomico V. P. Engel'gardta dal 1926 al 1931. Nel 1938 diventò dottore di scienze fisico-matematiche. Dal 1937 al 1945 ebbe la cattedra di astronomia dell'Università degli Urali. Dal 1939 al 1942 fu preside della facoltà di fisica-matematica. Tenne conferenze su astronomia sferica, pratica e teorica, meccanica celeste, geodesia massima, fotografia aerea e cartografia. Nell'osservatorio per le esercitazioni dell'università cominciò con un gruppo di studenti l'osservazione dei manti delle stelle attraverso la Luna. Con l'unico strumento di sua fabbricazione, organizzò il calcolo delle cause di questi fenomeni per una serie di città dell'Unione Sovietica. Continuò l'elaborazione di queste osservazioni eliometriche della Luna, che riprese a Kazan'. Negli anni della guerra progettò per l'aviazione uno speciale sestante astronomico. Nel 1945 lavorò all'Università di Kiev (tra il 1949 ed il 1951 fu preside della facoltà di fisica). Dal 1952 al 1959 ne fu direttore, mentre dal 1959 al 1968 fu consulente scientifico dell'Osservatorio astronomico generale dell'Accademia delle Scienze dell'URSS.
I principali lavori scientifici di Jakovkin furono dedicati allo studio della rotazione della Luna e delle sue fasi. Grazie ad essi furono elaborate dettagliatamente alcune serie di osservazioni eliometriche e furono determinati alcuni parametri fisici della librazione della Luna. Fu scoperta ed accuratamente analizzata l'asimmetria della faccia visibile della Luna e la dipendenza di questa dalla librazione ottica (“effetto di Jakovkin”). Jakovkin propose e adottò un nuovo metodo di angoli di posizione per lo studio della librazione della Luna.
A lui si deve la realizzazione di numerosi strumenti e dispositivi astronomici: un sistema di puntamento originale, un telescopio lunare orizzontale, una cassetta per la ripresa fotografica astronomica della Luna e circa 100 pubblicazioni scientifiche con altri autori.
Nel 1935 fu membro della commissione permanente per lo studio della Luna dell'Unione Astronomica Internazionale; dal 1937 al 1961 fu organizzatore e presidente della sottocommissione per lo studio del movimento e delle fasi della Luna della Commissione astronomica pansovietica. Nel 1928 fu presidente di una serie di congressi astronomici pansovietici.
Nel 1944 fu insignito dell'Ordine rosso dei lavoratori, e, nel 1945 e nel 1946, di due medaglie «per il valoroso lavoro nella Grande guerra patria del 1941-45».
Il cratere Yakovkin sulla Luna trae il suo nome da lui.